# Молчанов Валерій Михайлович
Вале́рій Миха́йлович Молча́нов (9 вересня 1939, Київ — 3 червня 1973, Париж) — український радянський льотчик-випробувач.

## Життєпис

200пксмеморіальна дошка

Народився в Києві, в родини льотчика, 9 вересня 1939. У 1956 закінчив середню школу № 38 у Києві, згодом — Московський авіаційний інститут.
Талановитий пілот-спортсмен, виступав в першості СРСР з вищого пілотажу (1965).
В 1968 вступив до школи льотчиків-випробувачів міністерства авіаційної промисловості (ШЛВ МАП).
З 1969 на роботі в ДКБ А. М. Туполєва.
Брав участь у випробуваннях Ту-128М (1971), Ту-144.
Був призначений дублером М. В. Козлова на перший виліт радянського надзвукового пасажирського літака Ту-144.
Загинув під час виконання демонстраційного польоту Ту-144 на авіасалоні в Ле Бурже (Франція). В цьому польоті був 2-м пілотом в екіпажі М. В.  Козлова (наймолодшим членом екіпажу).
Похований на Новодівочому кладовищі (м. Москва).

## Вшанування пам'яті
У 1975-2023 рр Київський ліцей № 38, де навчався Валерій Молчанов, називався його іменем. На школі було встановлено меморіальну дошку.